# Sophienhütte (Wetzlar)
Die Sophienhütte war ein Hüttenwerk in Wetzlar im Kreis Wetzlar in Hessen. 1981 stellte sie die Roheisenerzeugung ein.

Buderus'sche Sophienhütte bei Wetzlar um 1873

## Geschichte
Die Sophienhütte wurde durch die  Buderussche Eisenwerke AG zwischen 1870 und 1872 als Hochofenwerk in Wetzlar erbaut. Bereits am 1. August 1872 konnte der erste Hochofen angeblasen werden. Wilhelm Buderus leitete das Werk bis zu seinem Tod am 20. Mai 1888.
Produziert wurde anfangs Gießerei-Roheisen, ab 1899 auch Zement, der aus der Schlacke der Eisenerzeugung als Nebenprodukt gewinnbringend verwertet werden sollte. Unternehmensziel war die Weiterverarbeitung des produzierten Eisen im eigenen Unternehmen, um unabhängiger vom schwankenden Roheisenpreis zu werden. Daher wurden ab 1901 in einem neuen Gießereiwerk in Wetzlar gusseiserne Rohre, ab 1902 in einem Gießereiwerk für Spezialguss auch Elektromotorengehäuse produziert.
1915 wurde eine Stahlformgießerei für die Herstellung von Stahlguss-Granaten, errichtet. 1917/18 wurden zwei Elektroöfen der Bauart Röchling-Rodenhauser gebaut und in Betrieb genommen.
1927 wurde eine Schleuderrohrgießerei errichtet.
1929 wurde im Zuge der Schließung der Georgshütte die Roheisenerzeugung in Wetzlar konzentriert und das Hochofenwerk Sophienhütte von Grund auf erneuert und optimiert. Die drei Hochöfen lieferten nun jährlich bis zu 275.000 Tonnen Roheisen. Ebenfalls im gleichen Jahr wurde das veraltete Kraftwerk der Main-Weser-Hütte niedergelegt und das Elektrizitätswerk komplett nach der Sophienhütte verlegt.
1930 wurden die Kraftanlagen verbessert und eine neue Trockengasreinigungsanlage in Betrieb genommen. Im Zweiten Weltkrieg wurden, wie in vielen deutschen Betrieben, Kriegsgefangene beschäftigt. Am 29. März 1945 besetzten amerikanische Truppen Wetzlar und mit der Sophienhütte die Hauptverwaltung und den Hauptproduktionsstandort des Unternehmens.
Der Hochofen-Betrieb lag bis zum 5. März 1946 still, an dem die Rohrproduktion wieder anlief.
Aufgrund der geologischen Besonderheiten des Lahn-Dill-Gebiets, aus welchem die Sophienhütte ihre Erze überwiegend bezog, wurden 22 verschiedene Erzsorten mit unterschiedlichen Zusammensetzungen verschmolzen. Es lieferte, neben einigen weiteren Gruben, die Eisenerzgrube Vereinigte Constanze in Haiger-Langenaubach, Erze.
Als letztes Erzbergwerk der Buderus-Gruppe wurde 1973 die Grube Falkenstein bei Oberscheld im Dillkreis stillgelegt. Der letzte Hochofen wurde im Oktober 1981 in Wetzlar ausgeblasen und die Epoche der Roheisenerzeugung bei Buderus beendet.

## Gegenwart
Das Gelände der Sophienhütte kennt auch heute keinen Stillstand. Viele Unternehmen, vor allem Werke der Buderus-Gruppe, produzieren nach wie vor (z. B. Duktus (Edelstahl)).